# Lina Hähnle

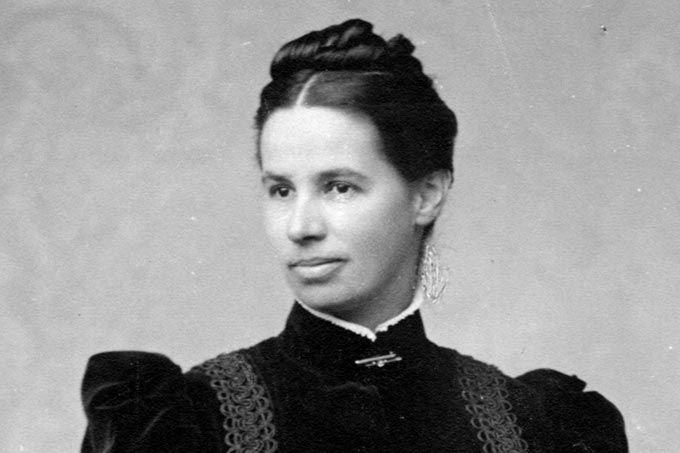
Lina Hähnle (ca. 1890)

Lina Hähnle (* 3. Februar 1851 in Sulz am Neckar als Emilie Karoline Hähnle; † 1. Februar 1941 in Giengen an der Brenz) war die Gründerin und für fast 40 Jahre Vorsitzende des Bundes für Vogelschutz (BfV, heute Naturschutzbund Deutschland). Von diesem Amt rührt ihr Spitzname Deutsche Vogelmutter her.

## Leben

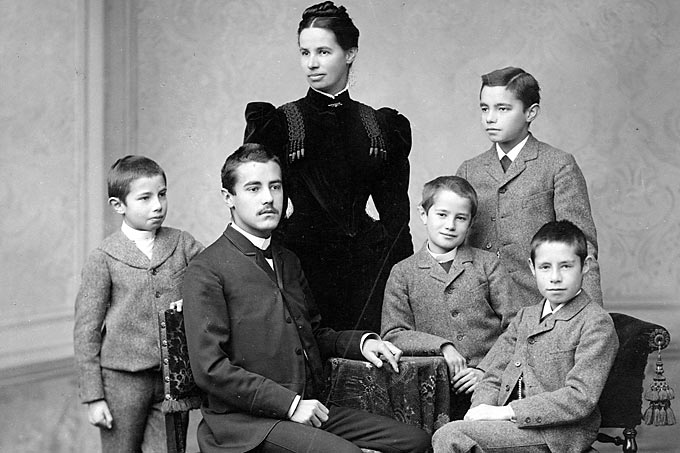
Lina Hähnle mit ihren Söhnen, ca. 1890

Hähnle wurde als Tochter des Haller Salineninspektors Johannes Hähnle (1801–1866) und seiner Ehefrau Karoline Friederike Rettig (1823–1900) aus Balingen geboren. 1871 heiratete sie ihren Cousin, den Fabrikanten und späteren Reichstagsabgeordneten Hans Hähnle, Inhaber der Vereinigten Filzfabriken in Giengen. Im Unternehmen ihres Mannes kümmerte sie sich um soziale Belange. In ihrem ehemaligen Wohnhaus richtete sie eine Krippe für die Kinder der Arbeiter ein.
Am 1. Februar 1899 gründete sie in der Stuttgarter Liederhalle den Bund für Vogelschutz und übernahm dessen Vorsitz. Wichtig war ihr dabei, den Verein auf eine breite gesellschaftliche Basis zu stellen. Der Mitgliedsbeitrag wurde auf 50 Pfennig im Jahr festgelegt, um jedermann den Beitritt zu ermöglichen. Mit Hilfe guter Kontakte zu Abgeordneten des Reichstages gelang es ihr, 1908 eine Verschärfung des Reichsvogelschutzgesetzes zu erreichen. Sie erwarb „eine Neckarinsel, um dort den schon seltenen Nachtigallen eine dauernde Brut- und Heimstätte zu bieten“.
Sie nutzte die Verbindungen ihrer großbürgerlichen Herkunft und ihre Beziehungen in die Textilindustrie, um die in den ersten Jahren des 20. Jahrhunderts verbreitete Hutmode mit riesigen Vogelfedern zu bekämpfen, und erreichte, dass Federhüte démodé (unmodern) wurden. Dabei richtete sie ihre Forderungen auch über die Grenzen hinaus an die gehobene Gesellschaft und die Modisten in Frankreich und den USA. US-Präsident Woodrow Wilson trat dem Bund für Vogelschutz bei.
Lina Hähnle entwickelte die noch heute vom Naturschutzbund Deutschland und anderen Verbänden praktizierte Strategie, Lebensräume von Vögeln durch den Ankauf von Landstücken zu bewahren. Das erste private Schutzgebiet Deutschlands wurde der Federsee in Oberschwaben.
Nach der Machtübernahme der Nationalsozialisten bekundete sie auf einer Mitgliederversammlung des Bundes im November 1933: „Ein sieghaftes 'Heil' auf unseren Volkskanzler, der die Deutschen aus der Verbundenheit mit der Natur heraus gesunden lassen will.“ Seit Ende 1933 war sie Mitglied der NS-Frauenschaft. Auch die Satzungsänderung des Verbandes 1934, nach der nur „deutsche Staatsbürger und Menschen artverwandten Blutes“ Mitglieder werden durften und Juden aus dem Verband ausgeschlossen wurden, fiel noch in ihre Amtszeit. Ende 1938 übergab sie den Vorsitz des BfV an den bisherigen Vizepräsidenten Reinhard Wendehorst.
Im Jahr 1940 feierte die Ehrenvorsitzende des Reichsbundes für Vogelschutz ihren 89. Geburtstag „in geistiger und körperlicher Frische“.
Lina Hähnle starb am 1. Februar 1941, zwei Tage vor ihrem 90. Geburtstag.

## Ehrungen, Erinnerung

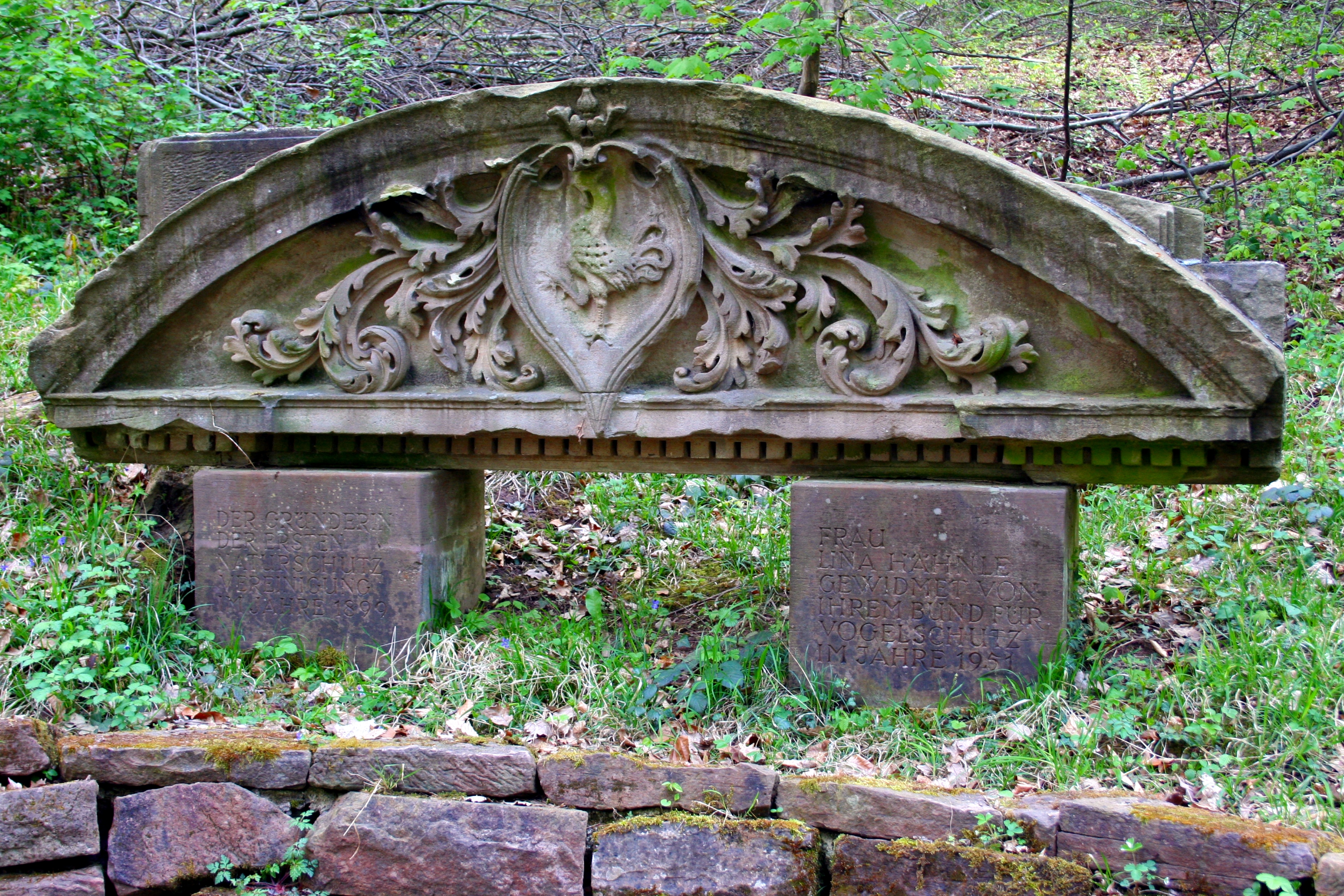
1951 errichteter Gedenkstein in Stuttgart-Kräherwald, Lina-Hähnle-Weg

Für ihr Engagement wurde Lina Hähnle die Ehrenbürgerwürde der Städte Giengen an der Brenz und Bad Buchau verliehen. In Stuttgart erinnert seit 1952 ein Gedenkstein an der Liederhalle an sie. Außerdem wurde die Realschule in Sulz am Neckar 2003 nach Lina Hähnle benannt. Im Stadtteil Kräherwald in Stuttgart-West gibt es den Lina-Hähnle-Weg, einen weiteren in Hannover-Wettbergen sowie in Freiburg im Breisgau am Dietenbachpark.
Der Fraktionssaal der Grünen im baden-württembergischen Landtag trägt ihren Namen. Der NABU vergibt für den besonderen Einsatz für den Naturschutz an Mitglieder die Lina-Hähnle-Medaille.
Die Stadt Sulz enthüllte am 23. Juni 2000 an der Stelle ihres Geburtshauses eine Bronzetafel. Dort stand bis zum Jahr 1972 das Salinengebäude, inzwischen ein Gesundheitszentrum (Bahnhofstraße 5).

## Familie
Lina Hähnles Sohn Hermann Hähnle baute nach dem Zweiten Weltkrieg den jetzt „Deutscher Bund für Vogelschutz“ benannten Verein neu auf. Ein weiterer Sohn Lina Hähnles wurde Opfer der NS-Euthanasie. Ihr Sohn Eugen Hähnle (1873–1936) war Jurist und Mitglied des Deutschen Reichstags.
Lina Hähnle war eine Cousine von Margarete Steiff, der Erfinderin der weichen Filztiere, und von Richard Steiff, dem Erfinder des Teddybären.